# Wilfred Velásquez
Wilfred Armando Velásquez González (10 de septiembre de 1985, Tiquisate, Escuintla, Guatemala) es un futbolista guatemalteco. Este jugador creció en las Fuerzas Básicas del Deportivo Suchitepéquez, en donde jugó por 7 temporadas con este club. Actualmente juega con Heredia Jaguares de la Liga Nacional de Guatemala.

## Clubes
| Club                                   | País      | Año             |
| -------------------------------------- | --------- | --------------- |
| Club Social y Deportivo Suchitepéquez  | Guatemala | 2005 - 2012     |
| Club Social y Deportivo Comunicaciones | Guatemala | 2012 - 2013     |
| Heredia Jaguares                       | Guatemala | 2013 - Presente |

### Participaciones en la Copa Centroamericana
| Copa                      | Sede       | Resultado    |
| ------------------------- | ---------- | ------------ |
| Copa Centroamericana 2009 | Honduras   | Sexto Lugar  |
| Copa Centroamericana 2011 | Panamá     | Quinto Lugar |
| Copa Centroamericana 2013 | Costa Rica | Sexto Lugar  |

### Participaciones en Copa de Oro de la CONCACAF
| Copa             | Sede           | Resultado        |
| ---------------- | -------------- | ---------------- |
| Copa de Oro 2011 | Estados Unidos | Cuartos de final |

## Palmarés

### Campeonatos y Subcampeonatos nacionales
| Título                                             | Club                                   | País      | Año  |
| -------------------------------------------------- | -------------------------------------- | --------- | ---- |
| Subcampeón de Liga Nacional de Fútbol de Guatemala | Deportivo Suchitepéquez                | Guatemala | 2007 |
| Liga Nacional de Fútbol de Guatemala               | Club Social y Deportivo Comunicaciones | Guatemala | 2012 |
| Liga Nacional de Fútbol de Guatemala               | Club Social y Deportivo Comunicaciones | Guatemala | 2013 |
| Subcampeón de Liga Nacional de Fútbol de Guatemala | Heredia Jaguares                       | Guatemala | 2013 |

- Datos: Q8001894